# Sztuka Urartu
Sztuka Urartu – sztuka starożytnego Bliskiego Wschodu, tworzona na terenie starożytnego państwa Urartu, które istniało w pierwszym tysiącleciu p.n.e. na obszarze Wyżyny Armeńskiej. Rozwój jej przypadł na VIII wiek p.n.e. – na okres największej potęgi państwa. Zachowało się niewiele zabytków kultury materialnej Urartu: rzeźby z brązu, wyroby jubilerskie i inne wytwory rzemieślnicze, fragmenty zabudowy architektonicznej. Mimo że cywilizacja urartyjska znajdowała się pod silnym wpływem sąsiedniej Asyrii, wytworzyła własne charakterystyczne wzorce.

## Stan badań
W XIX wieku wzrosło zainteresowanie Europejczyków zabytkami starożytnego Wschodu. Do muzeów zaczęły napływać zabytki zapomnianych cywilizacji. Ówczesny stan badań archeologicznych nie pozwalał jednak na bliższe poznanie kultury Urartu. Ruiny Tuszpy i Rusahinili niedaleko tureckiego miasta Wan uznawano za mało interesującą prowincję asyryjską. Dopiero odkrycia archeologiczne w Niniwie Austena Henry’ego Layarda przyćmiły znaleziska znad jeziora Wan. W XIX wieku kulturą urartyjską prócz archeologów interesowali się poszukiwacze skarbów, których klientami byli prywatni kolekcjonerzy. Zabytki sztuki Urartu trafiały do muzeów głównie dzięki ich fundacjom. Z uwagi na niedostateczną wiedzę w zakresie historii i sztuki Urartu zaliczano ją mylnie do zabytków sztuki asyryjskiej lub sasanidzkiej. Dopiero po odczytaniu pisma urartyjskiego na przełomie XIX i XX wieku znaleziska te zostały prawidłowo sklasyfikowane i opisane. Znaczny wkład nad poznaniem sztuki urartyjskiej wniosły systematyczne badania archeologiczne z połowy XX wieku prowadzone w Tejszebaini i Erebuni na terenie obecnej Armenii.
Zachowało się niewiele zabytków kultury materialnej Urartu. Przez dłuższy okres sztuka ta była uznawana za jeden z odłamów sztuki asyryjskiej. Badacze jednak wyróżniają kilka jej charakterystycznych cech:
- większe niż w innych kulturach starożytnego Wschodu przywiązanie do wypracowanego kanonu,
- rezygnacja z przedstawienia scen rodzajowych na rzecz ornamentów,
- tendencja do wielokrotnego powielania tych samych schematów w miejsce dalszego twórczego rozwoju i doskonalenia[3][4].

Styl pracy rzemieślników urartyjskich pozostawał niezmienny w ciągu kilku stuleci. Z czasem uległ uproszczeniu i stał się bardziej prymitywny.

## Zabytki sztuki Urartu

### Wyroby z brązu
Artyści Urartu byli w stanie odlewać duże statuy z brązu. Nie zachowały się jednak żadne wyroby o podobnych rozmiarach, ani nawet ich fragmenty. O ich istnieniu informują jedynie asyryjskie źródła pisane. Na przykład, podczas plądrowania Musasiru w 714 roku p.n.e. jednym z łupów wojska asyryjskiego była rzeźba króla Argisztiego I o wadze 60 talentów (ok. 1,8 ton). Liczną grupę wyrobów z brązu stanowią niewielkie rzeźby, które można podzielić na trzy grupy: ozdoby tronów i miedzianych kotłów oraz – najrzadziej spotykane – figurki bogów urartyjskich. Wszystkie znalezione przedmioty należą do sztuki pałacowej lub religijnej.
Tron królów Urartu
Pod koniec XIX wieku poszukiwacze skarbów sprzedali do muzeów europejskich kilka niewielkich przedmiotów z brązu. Okazało się, że były to części królewskiego tronu. Zachowane fragmenty wykonano metodą odlewniczą. Detale zostały najpierw zrobione z wosku, następnie powleczone żaroodpornym materiałem. Po utwardzeniu skorupy wylewano do środka podgrzany wosk. Puste miejsce wypełniono ciekłym brązem. Po zastygnięciu stopu rozbijano skorupę. Gotową rzeźbę pozłacano przy pomocy cienkich płatków złota.
Ozdoby miedzianych kotłów
Figurki z brązu, służące do ozdoby miedzianych kotłów, to najbardziej rozpowszechnione przedmioty z okresu Urartu. Na początku XX wieku rzeźby te przyczyniły się do zidentyfikowania i opisania stylu urartyjskiej sztuki. Kotły z miedzi prawdopodobnie były wykorzystywane do rytualnego składania ofiar. Roczniki króla Asyrii Sargona II zawierają wzmiankę o naczyniu z brązu wypełnionym winem, które wylewano na ołtarz podczas składania ofiary Chaldiemu.
Odlewane z brązu rzeźby mocowano do kotła. Wśród figurek znane są głowy byków, uskrzydlonych bóstw żeńskich, rzadziej męskich. Prawdopodobnie bóstwa te są wizerunkami Sziwiniego i jego małżonki Tuszpuei. Technika odlewania ozdób na kotłach została przejęta przez państwa sąsiednie. Z Frygii przeniknęła do Europy. Urartyjskie figurki z ozdób kotłów znaleziono również w Grecji i Italii: w Rodosie, w Atenach, Beocji, Delfach, Olimpii oraz w etruskich grobowcach. Początkowo rzeźby te były uważane za zabytki starożytnej kultury śródziemnomorskiej. Dopiero w połowie XX wieku zostały zidentyfikowane jako zabytki sztuki urartyjskiej.
Figurki bóstw
Do końca XX wieku zostały odkryte jedynie trzy figurki z brązu, przedstawiające bóstwa urartyjskie. Prawdopodobnie rzeźby te wykonano do celów rytualnych. Jedna z figurek, przypuszczalnie Chaldiego, przechowywana jest obecnie w Muzeum Brytyjskim, dwie pozostałe – w Muzeum Historii Armenii, a ich kopie – w Muzeum „Erebuni”.
Broń
Inną kategorię sztuki Urartu stanowi królewska broń. Na uzbrojenie żołnierza urartyjskiego składały się: zbroja, hełm, miecz, kołczan i tarcza. Na wszystkich elementach zostały wykonane ozdoby w postaci typowych dla Bliskiego Wschodu motywów lwa, byka, uskrzydlonego bóstwa, drzewa życia.
Odkryto dużą ilość hełmów urartyjskich. Podczas wykopalisk w Tejszebaini znaleziono ich ponad dwadzieścia. Hełmy królewskie nie różniły się kształtem od hełmów żołnierzy, jednak miały bogatsze zdobienie w technice repusowania.
Nauka dysponuje kilkoma tarczami urartyjskimi znalezionymi w rejonie jeziora Wan, skąd przewieziono je do Muzeum Brytyjskiego oraz muzeów berlińskich. Czternaście tarcz odkryto podczas wykopalisk na wzniesieniu Karmir Blur w Tejszebaini. Wszystkie zostały ozdobione wizerunkami lwów i byków. Układ obrazów na tarczach został przemyślany w ten sposób, że żadna z sylwetek nie była obrócona do góry nogami. Ozdoby wybito i wymodelowano przy pomocy przeznaczonych do tego narzędzi. Średnica odkrytych tarcz waha się od 70 cm do 1 m. Tarcze te nie były przeznaczone do użycia na polu walki. Ich grubość oraz elementy mocowania na tylnej stronie świadczą o tym, że zostały przeznaczone na dary wotywne dla świątyń, gdzie były wieszane na ścianach.
Podczas wykopalisk archeologicznych odkryto tylko trzy kołczany. Wszystkie pochodziły z Tejszebaini, ostatniej stolicy państwa, położonego na terytorium współczesnej Armenii. Jeden kołczan przechowywany jest w Ermitażu, dwa pozostałe – w Muzeum Historii Armenii. Kołczany wykonano z brązu. Na stronie zewnętrznej znajdują się repusowane wizerunki żołnierzy urartyjskich. W Tejszebaini odkryto także zachowane pozostałości zbroi Argisztiego II eksponowane obecnie w armeńskim muzeum „Erebuni”. W Turcji podczas wykopalisk w Altyn-tepe, w Iranie w pobliżu jeziora Urmii oraz w Armenii na wzgórzu Karmir Blur odkryto żołnierskie pasy z brązu zachowane w lepszym stanie niż zbroja Argisztiego II. Pasy te stanowiły element zbroi. Miały około 12 cm szerokości i około 1 m długości. Służyły zarówno do ochrony fizycznej i magicznej, chroniąc właściciela przed złymi siłami.

### Jubilerstwo
Urartyjskie wyroby jubilerskie dzielą się na dwie kategorie: ozdoby z metali i kamieni szlachetnych, należące do sztuki pałacowej, oraz uproszczone wyroby z brązu noszone przez niższe warstwy społeczeństwa. Przypuszcza się, że ozdób tych używano jako biżuterii i amuletów. Zachowało się niewiele wyrobów jubilerskich. Kroniki Sargona II wymieniają złote i srebrne berła, naczynia, naszyjniki, które zostały wywiezione z Musasiru w 714 roku p.n.e. Te przedmioty nie zachowały się. Zdarzały się również przypadki, kiedy poszukiwacze skarbów zlecali przetapianie znalezionych wyrobów ze złota i srebra w inne formy.
Największymi z odkrytych ozdób urartyjskich są: pektorał znaleziony przez ekspedycję berlińską w Rusahinili oraz pokrywka kotła odkryta w Tejszebaini. Do zachowanych drobnych wyrobów jubilerskich należą przede wszystkim złote i srebrne szpilki, kolczyki, pozostałości bransoletek i kilka medalionów. Ozdoby kobiece przedstawiają często boginię małżonkę Chaldiego Arubaini. Znajdują się na nich także motywy zaczerpnięte z Mezopotamii, na przykład, drzewo życia i uskrzydlona tarcza. Wśród ludności z niższych warstw społecznych rozpowszechnione były bransoletki i kolczyki z brązu oraz karneolowe korale. W Urartu biżuteria była noszona przez kobiety i mężczyzn.

### Wyroby z kamienia
Najmniej wśród zabytków sztuki urartyjskiej zachowało się wyrobów z kamienia. Wbrew oczekiwaniom, na Skale Wan naukowcy nie odkryli żadnych płaskorzeźb ani monumentów. Nie znaleziono ich także podczas wykopalisk w Toprakkale. Urartyjskie rzeźby monumentalne znane są jedynie z płaskorzeźb asyryjskich czasów Sargona II, które przedstawiały miasto Musasir i świątynie Chaldiego, gdzie były umieszczone wielkie statuy. Na skutek najazdów Medów prawdopodobnie żadna płaskorzeźba ani statua nie przetrwała w pierwszej rezydencji królewskie Tuszpie ani w następnej – Rusahinili. Kilka fragmentów zabytków z kamienia zostało znalezionych na terenie współczesnej Turcji.

### Ceramika
Urartyjscy garncarze produkowali wyroby z gliny do celów gospodarczych i rytualnych (na potrzeby świątyń). Naczynia sakralne były dodatkowo zdobione wizerunkami bóstw i zwierząt. Niektóre z naczyń malowano.

### Wyroby z drewna i kości
Wyroby z kości i drewna okresu starożytnego Bliskiego Wschodu są rzadko spotykane podczas wykopalisk. Tym niemniej odkryto fragmenty takich przedmiotów. W Tejszebaini znaleziono części ozdobionych ornamentami grzebieni. Jedynym zachowanym dziełem sztuki urartyjskiej wykonanym w drewnie jest głowa konia z Tejszebaini. Głowa była ozdobą umieszczoną na nieokreślonym większym przedmiocie z drewna.

### Malowidła ścienne
Kolorowe malowidła ścienne zachowały się w Erebuni. Mimo że podobne malowidła były rozpowszechnione na terenie Mezopotamii i zapożyczone z niej przez Urartyjczyków, tylko w Erebuni zachowały się w lepszym stanie niż w ruinach jakiegokolwiek miasta na terenie Bliskiego Wschodu. Dlatego są unikalnym zabytkiem sztuki starożytnego Bliskiego Wschodu. Erebuni, w odróżnieniu od innych miast-twierdz urartyjskich, nie została spalona na skutek najazdów, tylko opuszczona bez boju i w rezultacie zapomniana. Przyczyniło się to do zachowania na jej ścianach malowideł. Niektóre z nich po konserwacji zostały wyeksponowane w Muzeum „Erebuni” w Erywaniu.

### Pieczęcie cylindryczne
W Urartu, podobnie jak w innych państwach starożytnego Bliskiego Wschodu, używano pieczęci cylindrycznych. Technologia i motywy wykorzystane na nich zostały zapożyczone z sąsiedniej Asyrii. Rysunki przedstawiały zazwyczaj motywy kosmiczne i religijne, rzadziej sceny z polowania.

## Architektura Urartu
Architektura Urartu spełniała funkcje obronne i użytkowe. Niewiele wiadomo na temat jej funkcji estetycznej.
Nieodłącznym elementem miast urartyjskich były monumentalne twierdze obronne budowane przeważnie na wzniesieniach oraz świątynie. Sposób budowy niektórych obiektów sakralnych Urartu przypominał świątynie frygijskie i paflagońskie. Do nich nawiązuje między innymi świątynia w Musasirze zburzona w 714 roku p.n.e. przez Asyryjczyków. Jej wygląd znany jest z płaskorzeźby z czasów Sargona II. Głównym elementem konstrukcji świątyni były kolumny (badania archeologiczne z końca XX wieku potwierdzają ten fakt – pod gruzami zburzonego miasta odkryto fragmenty kolumn o opływowych kształtach). Podobny styl budowania obiektów sakralnych występował w ówczesnych państewkach Azji Mniejszej.

## Dziedzictwo sztuki Urartu
Po upadku Urartu w VI wieku p.n.e. niektóre cechy sztuki urartyjskiej przetrwały u jego spadkobierców. Podczas wykopalisk w Erebuni w 1968 roku  przy wzgórzu Arin Berd znaleziono skarb, składający się z wyrobów ze srebra, który datowano na epokę Achemenidów. Zawierał między innymi srebrne rytony, których styl i sposób wykonania miał cechy charakterystyczne dla sztuki starożytnogreckiej, bliskowschodniej i urartyjskiej. Część naukowców uważa, że skarb jest dowodem na wpływy sztuki Urartu na sztukę starożytnej Persji. Na odkrytych przedmiotach stwierdzono podobieństwo do urartyjskiej techniki przedstawiania człowieka. Boris Piotrowski po szeregu badań stwierdził, że sposób wykonania scytyjskich pasów i pochew został zapożyczony z Urartu.
Niektórzy historycy przyjmują, że urartyjski styl zdobienia kotłów wywarł wpływ na sztukę antyczną za pośrednictwem sąsiednich ludów. Ogólnie przyjmuje się, że sztuka urartyjska oddziaływała na sztukę armeńską i gruzińską. Dopatruje się wiele wspólnych cech w architekturze, irygacji i rzemiośle. Zdaniem historyk sztuki Nonny Stiepanian:
„Trudno wydawać dostatecznie uzasadniony sąd o wpływie kultury i sztuki urartyjskiej na kulturę i sztukę Zakaukazia, w szczególności Armenii, ale ślady tej kultury są niewątpliwe”.